# Paimon

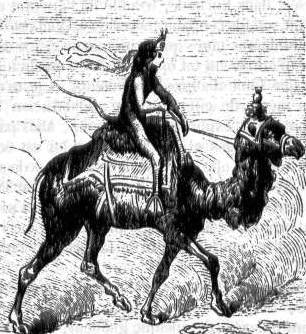
Paimon descrito por Collin de Plancy, do Dictionnaire infernal, na edição de 1863.

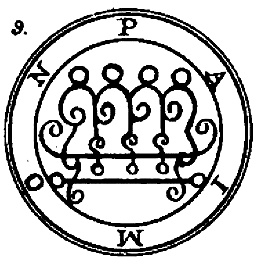
Selo de Paimon

Na demonologia, Paimon é um espírito nomeado nos primeiros grimórios. Estes incluem A Chave Menor de Salomão (no Ars Goetia), Pseudomonarchia Daemonum de Johann Weyer, Dictionnaire Infernal de Collin de Plancy, o Livre des Esperitz (como Poymon), o Liber Officiorum Spirituum (como Paimon, O Livro de Abramelin, e certas edições francesas de O Grimório do Papa Honório (como Bayemon).

## Descrição
No grimório Book of Oberon, é citado como o imperador do Oeste, comandando os demônios que vêm desta direção.
Paimon ja foi um anjo do Senhor e pertencia a ordem das Potestades cujo antigo nome era Umbriel, mas foi persuadido por Lúcifer a ficar ao seu lado na rebelião contra o Céu. Com a derrota de Lúcifer e seus anjos rebeldes, Umbriel foi lançado ao Inferno junto com os outros anjos rebeldes pelo arcanjo Miguel, ele perdeu sua aura angelical e se tornou um demônio chamado Paimon. Paimon ensina todas as artes, ciências, e coisas secretas; ele pode revelar todos os mistérios da terra, do vento e da água, o que a mente é, e tudo o que o magista quer saber, fornece bons familiares e dignidade e confirma os mesmos. Os homens dobram-se ao magista.

## Status
Goetia e Weyer começam as anotações sobre o Rei Paimon observando que ele é bastante obediente a Lúcifer .  
Rei Paimo(n) aparece como o nono espírito no Ars Goetia,  o 22º espírito no Pseudomonarchia Daemonum,  e no Dictionnaire Infernal.  No Liber Officiorum Spirituum, ele é listado primeiro como o sexto espírito   e mais tarde como o terceiro rei.  
O Goetia, Weyer, de Plancy, Livre des Esperitz, Liber Officiorum Spirituum e Sloane MS 3824, todos classificam Paimon como um rei.          O Livre des Espiritz, Sloane MS 3824 e o Grimório do Papa Honório especificam que o Rei Paimon é o rei dos oeste.     No Livro de Abramelin (onde sua aparência não é descrita), ele é um dos oito duques. 

## Hierarquia
A Goetia, Weyer e de Plancy advertem que se o Rei Paimon aparecer sozinho, um sacrifício deve ser feito para convocar Lebal (às vezes chamado de Bebal),  o mais devoto de Lúcifer, e Abalam, dois reis que servem a ele, mas nem sempre o acompanham. Estas três fontes afirmam que ele governa 200 legiões de espíritos, alguns dos quais são da ordem dos Anjos.    O Livre des Esperitz, por outro lado, credita a ele apenas 25 legiões de espíritos.  Sloane MS 3824 o menciona como empregando um "bispo" chamado Sperion, entre outros espíritos. 
As edições críticas da A Chave Menor de Salomão o listam como um antigo Domínio.  Weyer observa uma confusão sobre se ele era um antigo Domínio ou Querubim.  De acordo com Thomas Rudd, o rei Paimon se opõe ao anjo Haziel de Shemhamphorasch. 

## Aparência
No Goetia, Weyer, de Plancy, Livre des Esperitz, Liber Officiorum Spirituum, ele é descrito como um homem montado em um dromedário, precedido por homens tocando música alta (principalmente trombetas), bem como címbalos.     Sloane MS 3824 descreve o camelo como coroado,  enquanto o resto descreve o próprio rei Paimon como coroado.    A própria Goetia não faz menção ao rosto do Rei Paimon,  enquanto o resto o descreve como tendo um rosto bonito, mas ainda se refere a ele como homem.   

## Na cultura popular
- Paimon aparece como um djinn na série de mangá e anime Magi: The Labyrinth of Magic.
- Paimon aparece na série coreana A Juíza do Inferno, após Venato invocar Bael, ele invoca Paimon a vir a terra para possuir um humano.
- Paimon aparece como o principal antagonista invisível do filme Hereditário.
- Paimon aparece como o pai metamorfo de Stolas na websérie do YouTube, Helluva Boss .
- Uma Paimon feminina aparece no mangá e anime Welcome to Demon School! Iruma-kun. Ela é uma heroína demoníaca das 13 coroas conhecida como o senhor das fadas.
- Paimon aparece como um chefe em Infernax.
- O servo de Paimon, Abalam, é considerado o suposto demônio em O Último Exorcismo.
- Uma Paimon não relacionada aparece como um personagem em Genshin Impact. Aparecendo como uma garota pequena, flutuante e parecida com uma fada, ela é descrita como a "companheira" do personagem principal, levando-os ao redor do mundo de Teyvat.